# Quaderna via
La quaderna via és el tipus d'estrofa de la mètrica en castellà utilitzada pel Mester de Clerecia. Anomenada també tetrástrofo monorrimo, es compon de quatre versos alexandrins, és a dir, de catorze síl·labes, amb rima consonant uniforme, repartits en dues hemistiquis de set síl·labes, amb pausa o cesura entre ells. L'esquema mètric és, doncs: A14 (7+7), A14 (7+7), A14 (7+7), A14 (7+7). Rep el seu nom del «Libro de Alejaxandre», primera obra en castellà en quaderna via:
| «                                         | Mester traygo fermoso non es de ioglaria mester es sin pecado que es de clerezia fablar curso rimado por la quadern[a] [u]ia 'a silauas contadas que es grant maestria | » |
| — Segona estrofa del Libro de Alejaxandre | |   |

Amb aquesta denominació, Quaderna via, l'autor anònim del Libro de Alejaxandre fa al quadrivi o estudis superiors en l'edat mitjana, constituïts per quatre matèries o vies: música, matemàtiques, geometria, i aritmètica, enfront dels coneixements del trivium, de tres matèries, gramàtica, retòrica i dialèctica. De la mateixa estrofa procedeix també la denominació "Mester de Clerecia".

## Evolució
D'acord amb Alan Deyermond, la quaderna via és una adaptació de l'alexandrí francès, si bé altres crítics han assenyalat la influència de la poesia llatina francesa del segle xii.
L'aparició a Castella d'aquesta forma mètrica al segle xiii comporta el desenvolupament de l'anomenat Mester de clerecia. Probablement es deu a l'influx francès exercit sobre els Estudis Generals de Palència-considerada primera universitat castellana-, on va estudiar Gonzalo de Berceo, i on van acudir mestres francesos per impartir els seus coneixements.
La primera obra en castellà que utilitza la quaderna via és l'anònim Libro de Alejaxandre, poema narratiu amb múltiples digressions didàctiques que narra la vida, gestes i mort d'Alexandre el Gran.
Gonzalo de Berceo, primer poeta en castellà de nom conegut, utilitza la quaderna via en els seus poemes hagiogràfics, marians i de doctrina cristiana: Vida de San Millán , Milagros de la nostra Senyora , Del sacrifici de la missa , etc.
En les primeres obres del mester de clerecia, les produïdes entre 1225 i 1265, la quaderna via manté la seva regularitat mètrica.
Posteriorment i, sobretot, al segle xiv, les irregularitats afecten tant a la rima com al còmput silàbic.
L Libro de buen amor està compost en un vuitanta per cent en quaderna via, tot i que se substitueix sovint la consonància per l'assonància i els versos alexandrins pels de setze síl·labes.
Al Llibre de misèria de omne se substitueix l'alexandrí pel vers de setze síl·labes.

## Obres en quaderna via
- Segle XIII: 
  - Libro de Alejandro 
  - Libro de Apolonio 
  - Poema de Ferran González, refosa en quaderna via d'una cançó de gesta
- Castigos y exemplos de Catón
- Obres de Gonzalo de Berceo:
  - Hagiografia: Vida de San Millán , Vida de Santa Oria , Vida de Santo Domingo de Silos , Martiri de Sant Llorenç 
  - Poemes Mariano: Miracles de la Mare de Déu , llaors de la Mare de Déu , Duel de la Mare de Déu 
  - De doctrina cristiana: Signes que aparescerán abans del Judici i Del sacrifici de la Missa .

- Segle XIV: 
  - Proverbis morals del rabí Sem Tob (o Santob).
  - rimat de Palau de Pedro López de Ayala, canceller de Castilla i historiador.
  - Libro de buen amor de Juan Ruiz, Arcipreste de Hita
- Llibre de misèria de omne
- Poema de Yuçuf